# Жиєнкум
Жиєнку́м (каз. Жиенқұм) — село у складі району Байдібека Туркестанської області Казахстану. Входить до складу Бугунського сільського округу.
Населення — 702 особи (2021; 827 у 2009, 695 у 1999, 753 у 1989).